# Tarnos
Tarnos è un comune francese di 12 031 abitanti situato nel dipartimento delle Landes nella regione della Nuova Aquitania. Faceva parte degli otto comuni dell'antica baronia di Seignanx.

## Società

### Evoluzione demografica
Abitanti censiti